# Lycosa bhatnagari
Lycosa bhatnagari là một loài nhện trong họ Lycosidae.
Loài này thuộc chi Lycosa. Lycosa bhatnagari được Sadana miêu tả năm 1969.